# Georg Rendl
Georg Rendl (* 1. Februar 1903 in Zell am See; † 10. Jänner 1972 in Sankt Georgen bei Salzburg) war ein österreichischer Schriftsteller, Dichter und Maler.

## Leben

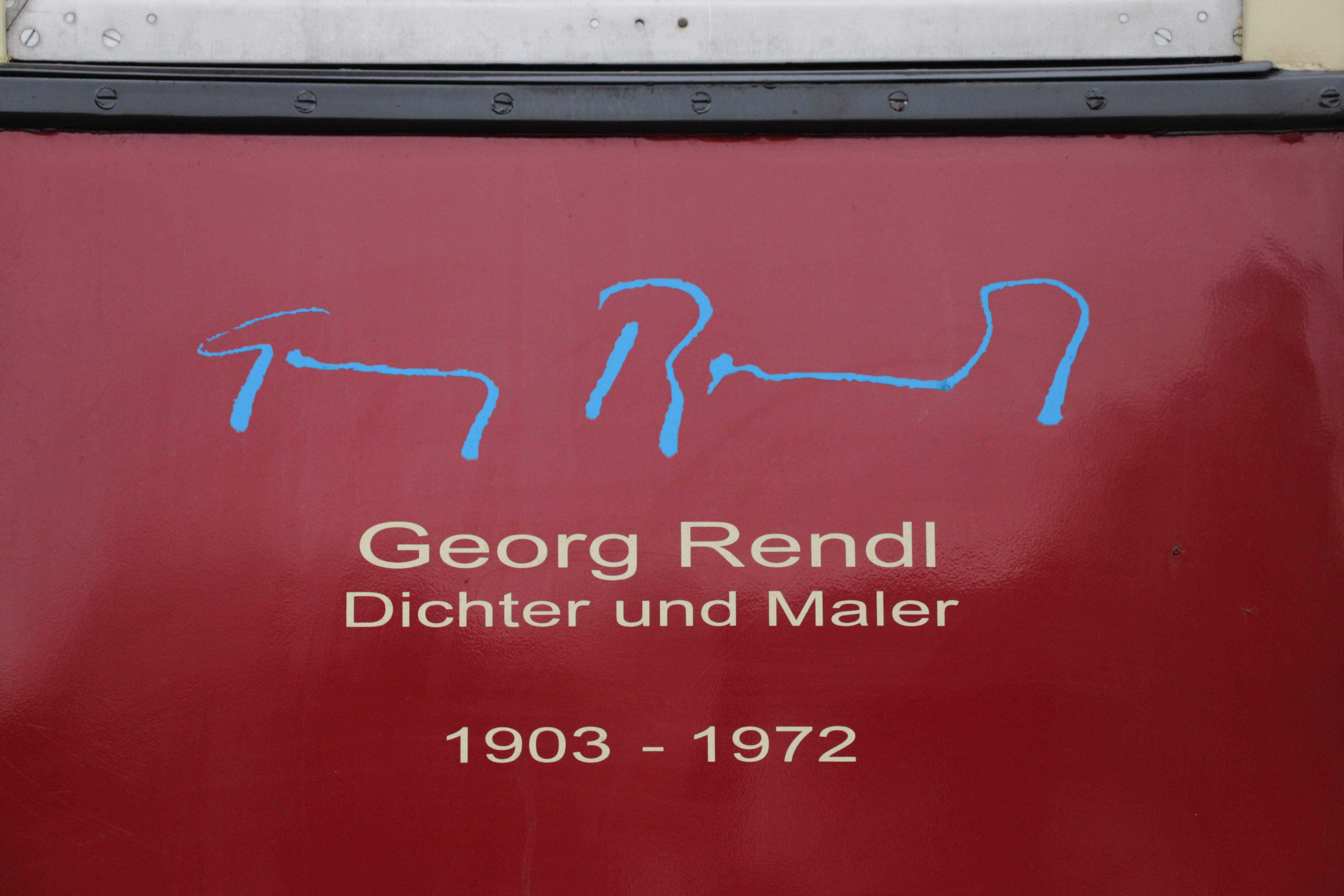
Georg Rendls Unterschrift und Lebensdaten auf einem historischen Waggon der Salzburger Lokalbahn

Georg Rendl war der Sohn und jüngstes von vier Kindern von Georg Paul Rendl, eines Bahnbeamten aus Tirol; auch die Mutter Antonia Rendl, geb. Kleinheinz, stammte von dort. Die Volks- und Realschule besuchte Rendl in Salzburg, wohin der Vater versetzt worden war. Dieser hatte in dem rund 20 km nördlich der Stadt liegenden Bürmoos ein Grundstück gekauft und baute dort eine Bienenfarm mit 160 Völkern auf. Rendl brach die Schulausbildung vorzeitig ab, ging bei seinem Vater in die Lehre der Bienenzüchterei und wurde später selber Wanderlehrer der Bienenzucht. Rendl verbrachte nun einige Jahre in jenem Teil der heutigen Gemeinde Bürmoos, der zu jener Zeit noch zu St. Georgen bei Salzburg gehörte und leitete die Bienenfarm. Diese ging jedoch aufgrund eines unglücklichen finanziellen Ruins des Vaters verloren. Rendl lebte in den folgenden Jahren in äußerster Armut und verdingte sich als einfacher Arbeiter in einem Ziegelwerk, beim Gleisbau und in einem Bergwerk; zuletzt arbeitete er auch bis zur Schließung der Fabrik in Bürmoos als Glasbläser. In der Folge war er längere Zeit arbeits- und völlig mittellos. Während dieser Zeit wandelte er sich vom Atheisten zu einem gläubigen Menschen. Schließlich begann Rendl zu schreiben und fand bald das Interesse eines Verlags.
Am 3. März 1934 heiratete Rendl die Salzburger Notarstochter und Säuglingsschwester Bertha Funke, die ihm im weiteren Leben stets eine treue Hilfe war. Mit ihr zog er nach Bürmoos, ging aber 1937 wieder nach Salzburg zurück. 1938 übersiedelte er wieder und endgültig nach St. Georgen und zog in ein abgeschiedenes Haus, „um dem Trubel der nationalsozialistischen Aufmärsche und der Verachtung meiner früheren Bekannten und der Freunde fern zu sein“.
Während der Zeit des Nationalsozialismus war Rendl Mitglied in der Reichsschrifttumskammer, um schreiben zu dürfen, war aber als katholischer Schriftsteller verfemt und als Regimegegner bekannt. Nachdem er mehrfach mit der Gestapo zu tun gehabt hatte und um einer endgültigen Verhaftung zu entgehen, rückte Rendl als Sanitätssoldat ein.
In den 1950er Jahren war er als Schriftsteller und Stückeschreiber erfolgreich. Neben seiner literarischen Arbeit betätigte sich Rendl besonders im Alter als Maler und wieder als Bienenzüchter. Er schuf bis zuletzt Werke der naiven Malerei. Sein Werk umfasst zwischen 200 und 300 Öl- und Hinterglasbilder, von denen ein Großteil noch zu Lebzeiten von der Gemeinde St. Georgen angekauft wurde.

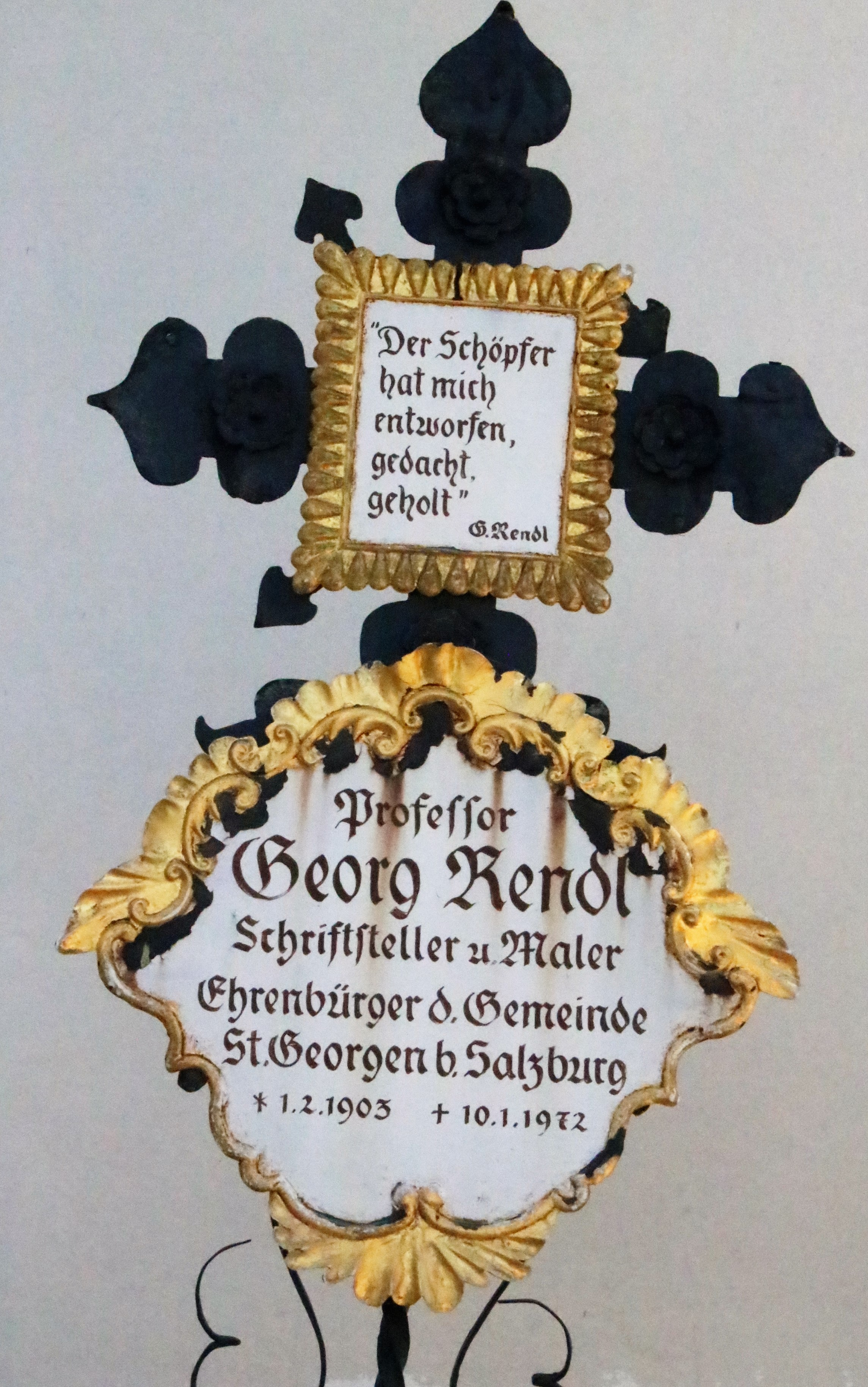
Aufschrift auf Rendls Grab in Sankt Georgen

Georg Rendl lebte bis zu seinem Tod in seinem Haus in Gottes Hand in St. Georgen, ein abgeschiedenes, ehemaliges landwirtschaftliches Nebengebäude, das er vom St. Georgener Pfarrer gemietet hatte und selbst zu einem Wohnhaus umbaute. Das Verhältnis zwischen dem Schriftsteller und seiner bäuerlichen Umgebung wird allerdings als kompliziert eingestuft.
Zu Georg Rendls eher kleinem Freundeskreis zählten der Lyriker Jakob Haringer und der Politiker Josef Kaut sowie die Maler Albert Birkle und Wilhelm Kaufmann. Auch war er unter anderem mit Stefan Zweig bekannt. Rendl war ein gläubiger Mensch und blieb stets bescheiden. Ein zentrales Motiv in seinem Leben war das Geschenk:

„Alles, was mir geschenkt wurde, mußte ich pflegen, damit ich alles verschenken kann, denn ich bin ein wirklicher Bettler […] Ich bin ein reicher Bettler: mir gehört nichts, denn ich schenke.“

Rendl starb rund drei Jahre nach seiner Ehefrau Bertha am 10. Jänner 1972 in seinem Wohnhaus an einem Hirnschlag. Sein Grab befindet sich auf dem St. Georgener Friedhof.

## Werk
Georg Rendl wurde durch seinen 1931 im Insel-Verlag veröffentlichten, in nur 50 Tagen geschriebenen Bienenroman und mit der Roman-Trilogie Die Glasbläser von Bürmoos bekannt. Beide spiegeln die Erfahrungen während seiner Zeit in Bürmoos. Doch ausschlaggebend für die Aufnahme Rendls in den Verlag war seine erst 1932 veröffentlichte Arbeit Vor den Fenstern, in der seine Zeit als Arbeitsloser Niederschlag fand.
Während der Zeit des Nationalsozialismus wurden einige seiner früheren Werke neu herausgebracht und mit einem aktuellen Vorwort versehen. Es ist unklar, ob Rendl von den dortigen NS-freundlichen Anmerkungen überhaupt Kenntnis hatte.
In den fünfziger Jahren hatten einige seiner Bücher hohe Auflagen. Sein Stück Elisabeth, Kaiserin von Österreich wurde im Wiener Volkstheater aufgeführt, und das Salzburger Landestheater spielte Bleiben Sie bei uns Vianney und Savonarola.
In den sechziger Jahren wandte sich Rendl von der Literatur ab und der Malerei zu, die er bis dahin hauptsächlich als Hobby betrieben hatte, und es entstand in der Folge eine große Anzahl an Ölbildern.
Zuletzt hat der Otto-Müller-Verlag in Salzburg einige literarische Werke wieder aufgelegt.
Werkliste
- 1931: Der Bienenroman. Leipzig. Auch englische, amerikanische, niederländische Ausgabe.
- 1932: Vor den Fenstern. Roman. Stuttgart. Auch französische, niederländische Ausgabe.
- 1932: Darum lob ich den Sommer. Roman. Stuttgart
- 1933: Arbeiter der Faust. Erzählungen. Leipzig
- 1933: Das Spiel vom Tode. Laienspiel. Erstaufführung Wien
- 1933: Schuldner. Evangelienspiel. München. Auch polnische Ausgabe.
- 1934: Der Berufene. Roman, Stuttgart. Auch ungarische Ausgabe.
- 1934: Satan auf Erden. Roman. Salzburg/Leipzig. Auch finnische Ausgabe.
- 1934: Der Sämann. Evangelienspiel. München
- 1934: Vor der Ernte. Evangelienspiel. München
- 1935: Menschen im Moor. Roman. Band 1 der Glasbläsertrilogie. Salzburg/Leipzig
- 1935: Vision vom großen Erbarmen. Erzählungen. Berlin
- 1935: Passion. Spiel vom Leiden und Sterben Jesu Christi. Wien
- 1936: Märchenflüge ins Bienenland, Jugenderzählung. Stuttgart
- 1937: Die Tiere in den sieben Nächten. Tierbuch. Stuttgart
- 1937: Die Glasbläser. Band 2 der Glasbläsertrilogie. Salzburg/Leipzig
- 1937: Gespenst aus Stahl. Band 3 der Glasbläsertrilogie. Salzburg/Leipzig
- 1937: Heimat Salzburg. Wanderbuch. Graz/Leipzig
- 1937: Elisabeth, Kaiserin von Österreich. Schauspiel. Wien/Volkstheater
- 1937: Dorfsommer. Jugendbuch. Dülmen
- 1938: St. Wolfgang – kurze Darstellung seines Lebens. Kevelaer
- 1938: Die Majorin. Spiel für Frauen. München
- 1939: Ein fröhlicher Mensch. Roman. München. Auch tschechische Ausgabe.
- 1940: Jetzt ist es anders. Erzählungen. Leipzig
- 1940: Die zwei Kater und andere Tiergeschichten. Leipzig
- 1940: Der Eroberer Franz Xaver. Bildnis des Heiligen. Freiburg
- 1940: Die Reise zur Mutter. Roman. Bonn
- 1940: Die neue Heimat. Erzählung. Bochum
- 1940: Sebastian an der Straße. Jugendbuch. Recklinghausen
- 1946: Christkönigspiel. Bekenntnisspiel. Wien
- 1947: Ich suche die Freude. Roman. Salzburg/Luzern
- 1948: Gedichte. Salzburg
- 1948: Der Namenlose. Mysterienspiel. Linz
- 1948: Das kleine Passionsspiel. Wien
- 1948: Feuer am Himmel. Ein Spiel für Advent und Weihnacht. München
- 1950: Sebastian an der Straße. Recklinghausen (Nachdruck)
- 1951: Vinzenz von Paul. Ein festliches Spiel. Freiburg im Breisgau
- 1951: Haus in Gottes Hand. Roman. Wien
- 1952: Der Ungeliebte. Roman. Wien
- 1954: Ein Mädchen. Roman. Wien
- 1955: Bleiben Sie bei uns Vianney. Schauspiel. Salzburg
- 1957: Savonarola. Schauspiel. Salzburg
- 1963: Das sind die Gedichte. Salzburg

## Nachwirkung
Georg Rendl ist nach seinem Tod 1972 vorerst in Vergessenheit geraten.
Die Salzburger Arbeiterkammer vergab in den 1980er Jahren den Georg-Rendl-Literaturpreis für Literatur aus der Arbeitswelt.
Zum 100. Geburtstag haben die im Jahr 2000 gegründete Georg-Rendl-Gesellschaft und die Gemeinden Sankt Georgen und Bürmoos in mehreren Veranstaltungen an Georg Rendl erinnert. Unter anderem führte das Theater Holzhausen die Glasbläser von Bürmoos auf. Das um 2010 dreimalig durchgeführte und von Andreas Maislinger organisierte Georg-Rendl-Symposion in Bürmoos beschäftigte sich u. a. mit dem Thema „Dorf-Schriftsteller“.
Das Georg-Rendl-Haus in St. Georgen befindet sich im Ortsteil Au und kann besichtigt werden, das Rendl-Haus in Bürmoos wurde aufgrund seiner Baufälligkeit und anderweitiger Bauvorhaben im September 2008 abgerissen.

### Ausstellungen
Anlässlich des 50. Todestags von Rendl gibt es 2022 in den Heimatmuseen der Gemeinden Bürmoos und Sankt Georgen Sonderausstellungen.
- Im Torf-Glas-Ziegel-Museum in Bürmoos widmet man sich Rendl in der Ausstellung Georg Rendl und Bürmoos besonders als Imker, da er hier seine Imkerei betrieb.[4]
- Im Sigl-Haus in Sankt Georgen wird die Ausstellung Lebensorte gezeigt.[5][6]

### Ehrungen
- Titel Professor (1951)

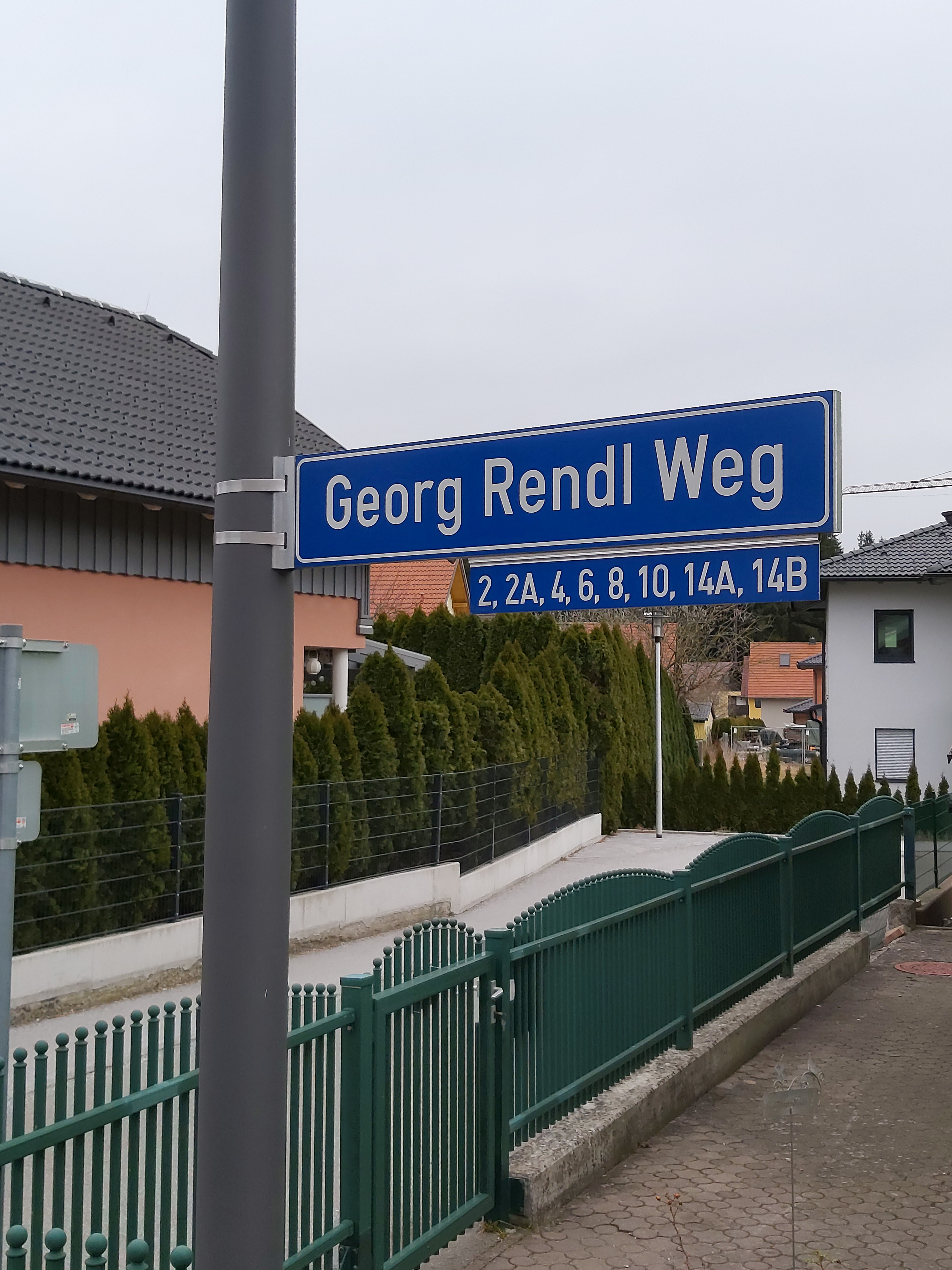
Schild zum Georg-Rendl-Weg in Bürmoos

- Ehrenbürgerschaft der Gemeinde Sankt Georgen bei Salzburg (1951)
- Straßennamen
  - Georg-Rendl-Straße, Salzburg-Gneis (1973)
  - Georg-Rendl-Straße, Zell am See
  - Georg-Rendl-Weg, Bürmoos
  - Georg-Rendl-Weg, Sankt Georgen bei Salzburg